# Otto III z Holandii
Otto III z Holandii (ur. ok. 1212 r., zm. w kwietniu 1249 r.) – biskup Utrechtu od 1233 r.

## Życiorys
Otto był drugim synem hrabiego Holandii Wilhelma I i Adalejdy, córki hrabiego Geldrii Ottona I. W 1233 r. został biskupem Utrechtu. Głównymi jego celami podczas rządów było zredukowanie długów, które powstały za czasów rządów jego poprzedników, oraz poprawa stanu wałów chroniących tereny przed zalewaniem. Sprowadził do diecezji dominikanów. Papieskie zatwierdzenie na tym stanowisku uzyskał jednak dopiero w 1245 r.
Po śmierci starszego brata Florisa IV został regentem hrabstwa Holandii w imieniu małoletniego bratanka Wilhelma II. Należał też później do największych zwolenników wyboru tego bratanka na króla Niemiec, do czego doszło w 1247 r.